# Димитър Иванов (издател)
Вижте пояснителната страница за други личности с името Димитър Иванов.
Димитър Христов Иванов е български офицер от Държавна сигурност (майор), бизнесмен, общественик и университетски преподавател.
От 1976 година работи в политическата полиция на комунистическия режим, достигайки до поста на началник на отдел в Шесто управление („Борба с идеологическата диверсия“) на Държавна сигурност. След уволнението му през 1991 година заема мениджърски позиции в частния сектор, участва в издаването на вестници, публикува множество книги и придобива известност с изявленията си в медиите по актуални политически въпроси. Известен сред някои среди с прозвището „Митьо Гестапото“.

## Биография

### Ранни години
Димитър Иванов е роден на 19 април 1951 година в София в семейството на политически офицер в Българската народна армия. Заради работата на баща си в различни гарнизони през ранните си години често се мести и завършва основно образование в Плевен, а средно през 1969 година в Марица. След това за кратко е нередовен учител в село Дряново, Харманлийско. През есента на 1970 година е изпратен в Народната школа за запасни офицери „Христо Ботев“, където по-рано е преподавал баща му, а след завършването ѝ служи като взводен командир в Стара Загора.
След военната си служба Иванов постъпва във Висшата специална школа „Георги Димитров“, която завършва през 1976 година като първенец на курса. Още докато учи там от Шесто управление на Държавна сигурност изискват назначаването му там с аргумента, че в школата е изучавал гръцки език и може да работи по контрола на гръцките политически емигранти в България. През 1975 година се жени за Румяна Жейнова, дъщеря на офицер от Държавна сигурност, която също учи във Висшата специална школа и по-късно става офицер в Държавна сигурност, като двамата имат дъщеря и двама сина.

### Държавна сигурност
Димитър Иванов е назначен на работа в Държавна сигурност на 1 септември 1976 година с ранг на разузнавач III степен в Отделение 03 („Остри сигнали и наблюдателни дела“) на Отдел 06 („Антидържавни прояви“, отговорен за контрола на структурите на Министерството на вътрешните работи (МВР) и Българската комунистическа партия) на Шесто управление. През 1980 година е повишен в старши разузнавач, като по това време вече е активен член на Българската комунистическа партия. През 1981 година завършва задочно философия с втора специалност „История“ в Софийския университет „Климент Охридски“. На 19 януари 1982 година е повишен в инспектор, а от септември същата година е заместник началник на Отделение 03.
На 9 август 1983 година Иванов става началник на отделението, а на 1 септември е повишен в звание капитан. На тази длъжност участва в мащабното разследване на атентатите във Варна и Пловдив от 30 август 1984 година, като е част от група, работеща по една от петте насоки на разследването. Освен по този случай той оказва на окръжните управления в Пловдив и Кърджали и цялостно съдействие по провеждането на т.нар. „Възродителен процес“. На 1 август 1986 година е назначен за заместник-началник на Отдел 06, запазвайки и ръководството на Отделение 03 до 27 юли 1987 година. На 1 септември 1987 година е повишен в звание майор. Същевременно през 1984 – 1986 година той преминава следдипломна квалификация по журналистика в Софийския университет, а през 1987 година започва да подготвя кандидатска дисертация на тема „Публицистиката на Стефан Стамболов“.
В началото на 1989 година като заместник-началник на отдела Иванов организира – по думите му рутинно – прочистване на неговия архив, който заради спецификата на работа е отделен от общия архив на Държавна сигурност. През 2001 – 2003 година той е разследван и обвиняем за длъжностно престъпление при тази дейност, но прокуратурата не успява да докаже обвиненията си.
На 1 юни 1989 година Димитър Иванов е назначен за началник на Отдел 06, няколко месеца преди режимът да се ориентира към закриване на цялото Шесто управление. При започналото в началото на 1990 година преобразуване на Държавна сигурност повечето служители на управлението са пенсионирани или прехвърлени в новата Национална служба за защита на конституцията. Иванов не е сред преназначените там, а на 28 май 1990 година е включен в специална група, която да води разследванията за корупция срещу отстранения диктатор Тодор Живков. Той е окончателно уволнен от МВР със заповед от 4 декември 1990 година, считано от 1 януари 1991 година.

### Кариера в частния сектор
След като е уволнен от МВР към края на 1991 година Димитър Иванов става вицепрезидент на „Мултигруп“, конгломерат от предприятия в различни сектори, ръководен от Илия Павлов. Според някои публикации той е съдружник на Павлов още в създадената през 1988 година „творческо-производителна кооперация“ за внос и износ на антики и произведения на изкуството „МултиАрт“, но самият Иванов отрича да е бил съдружник или служител в нея. Той твърди, че единствената му връзка с „Мултиарт“ е еднократното използване на визитна картичка с тяхната фирма като прикритие при негово служебно посещение в Испания през октомври 1989 година.
През следващите години Иванов играе важна роля в административното организиране на „Мултигруп“, като лично ръководи нейното подразделение за търговия с горива „Арес холдинг“. През 1996 година той напуска ръководството на „Мултигруп“, заради нарастващото напрежение между Илия Павлов и доминираното от Българската социалистическа партия (БСП) правителство на Жан Виденов. По-късно Иванов дори твърди, че Жан Виденов и вътрешният министър Николай Добрев му предлагат да му съдействат за разделянето на „Мултигруп“, но той им отказва, предпочитайки да напусне и да запази коректните си отношения с Павлов.
По време на работата си в „Мултигруп“ Димитър Иванов поставя началото на сбирката си от антични предмети, станала известна под името Колекция „Арес“, както и от средновековни икони – Колекция „Армията на Бога“. По-късно колекциите стават собственост на ръководените от него Фондация „Аретè“ и Фондация „Аретè-Фол“ и са регистрирани по Закона за културното наследство, като през годините са излагани в Националния археологически музей, Националния исторически музей, Националния военноисторически музей, а в момента са постоянно изложени в Цари Мали град. Иванов е сред учредителите на Съюза на колекционерите в България.
През 1998 година Иванов е един от учредителите на вътрешнопартийното Движение за единство и развитие в рамките на БСП. По това време изпадналата във финансови затруднения БСП спира издаването на своя вестник Дума и Иванов поема издаването му. През 2001 година вестникът отново фалира, след което той прави опит да започне издаването с част от редакционния екип на „Дума“ на нов вестник „Република“, който също няма успех. По това време той е мажоритарен собственик на Рекламна агенция „Евромедия“, където негови съдружници са журналистът Коста Андреев и общественичката Светлана Шаренкова. От 2003 до 2011 година е главен редактор на вестник „Земя“, а след това е председател на редакционния му съвет, както и на редакционните съвети на свързаните вестници „Русия днес“ и „Вестник за дома“. В края на 2006 година ръководените от него вестници започват кампания срещу министъра на икономиката Румен Овчаров, довела до неговото отстраняване няколко месеца по-късно.

### Обществена и академична дейност
През 2001 година Димитър Иванов става председател на Българската федерация по хандбал, но е отстранен през ноември 2004 година по искане на 37 клуба, членуващи във федерацията, които са недоволни от финансовите неуредици и неефективността на ръководството. Член е на сдруженията Форум „България-Русия“ и Форум „България-Китай“.
През 1996 година защитава кандидатската си дисертация, започната в края на 80-те години. Впоследствие основава неправителствената организация Институт по теория и практика на лидерството „Стефан Стамболов“ и заема поста Председател на Общото събрание на Университета по библиотекознание и информационни технологии (УниБИТ), в който работят и много други кадри на Държавна сигурност. През 2007 година получава научна степен доктор на икономическите науки с дисертация на тема „Организация и управление на системата „държавност-сигурност“ в Първата българска република (1946 – 1991 г.)“, а от следващата година е професор по „Национална сигурност и лидерство“ в УниБИТ и ръководи Института за изследване и развитие на лидерството в информационната среда към университета. Преподава и „Психология на лидерството“ в Университета за национално и световно стопанство.

## Награди
- Медал „За заслуги към сигурността и обществения ред“ (1983)[10]
- Значка „Отличник на МВР“ (1985)[10]
- Орден „9 септември 1944“ III степен с мечове (7 декември 1987)[10]
- Почетен знак на Министерство на културата „Златен век“ с огърлие (2016).[28]
- Държавна премия на правителството на Руската федерация в ролята му на издател на в-к „Русия днес - Россия сегодня“, съвместно със Светлана Шаренкова (2015).[29]

### Избрани монографии на български език
- Политическото противопоставяне в България 1956 – 1989. С., 1994.
- Арес. С., 1999. (ISBN 954-07-1482-6)
- Левият вестник в България (1892 – 2000). С., 2000.
- Мъжка орис. С., 2001.
- Марс. С., 2002. (ISBN 954-07-1696-9)
- Български образи. С., (ISBN 954-739-174-7)
- Приказка за село Лепица и за неговите герои. С., 2003.
- Историята на село Сухаче преживяло три империи, четири царства и много господарства. С., 2003.
- Шести отдел. С., 2004. (ISBN 954-528-428-5)
- Управление на информационните ресурси на историческия музей. С., 2004. (ISBN 954-07-1984-4)
- Стефан Стамболов – От перото до ятагана. С., 2005. (ISBN 954-528-521-4)
- Българската енергия. С., 2006.
- Арете-логия в 5 тома. С., 2008.
- Психология на лидерството. С., 2008. (ISBN 978-954-494-983-9)
- (в съавторство с Е. Сачев) Защита на културно-историческото наследство. С., 2009. (ISBN 978-954-07-2835-3)
- Кой кой е в Държавна сигурност. С., 2009.
- Възход и падение на социализма в България 1944 – 1989. С., 2009. (ISBN 978-954-515-050-0)
- (в съавторство с М. Куманов) Първа българска република (1944 – 1989). Енциклопедия. С., 2011. (ISBN 978-954-92646-2-3)
- Социалистическа България. С., 2012. (ISBN 978-954-07-2678-6)
- (в съавторство с Н. Дебрюне) Историческият музей: Храм на добродетели. С., 2012. (ISBN 978-954-2946-33-5)
- Арете: Идеи и образи в сборната добродетел. С., 2015
- Противопоставянето. Заговорите срещу Тодор Живков 1956-1989 г.. С., 2015. ISBN 978-619-185-536-0
- Лидерски практики в националната сигурност. С., 2022. ISBN 978-619-185-536-0

### Монографии на английски език
- Ivanov, Dimitar. Mars. Sofia, 2004.
- Ivanov, Dimitar. Ares. Sofia, 2004.

### Съставителство
- От Девети до Десети. С., 2004 (ISBN 954-739-554-8)[30]
- (заедно с Милен Куманов) Програмни документи на социални партии 1891 – 2008. Документален сборник[неработеща препратка]. С., 2006. (ISBN 978-954-07-2842-1)

Иванов е автор на редица статии в печата.